# Tepetitla de Lardizábal
Tepetitla de Lardizábal là một đô thị thuộc bang Tlaxcala, México. Năm 2005, dân số của đô thị này là 16368 người.